# Squash na Igrzyskach Azjatyckich 2010
Squash na Igrzyskach Azjatyckich 2010 odbył się w dniach 18 - 25 listopada w Kantonie. 

## Program
|  | Eliminacje |  | Finały |

| Konkurencja             | Konkurencja | 18.11 | 19.11 | 20.11 | 21.11 | 22.11 | 23.11 | 24.11 | 25.11 |
| ----------------------- | ----------- | ----- | ----- | ----- | ----- | ----- | ----- | ----- | ----- |
| Gra pojedyncza mężczyzn |             |       |       |       |       |       |       |       |       |
| Gra pojedyncza kobiet   |             |       |       |       |       |       |       |       |       |
| Drużynowo mężczyźni     |             |       |       |       |       |       |       |       |       |
| Drużynowo kobiety       |             |       |       |       |       |       |       |       |       |

## Medaliści
| Konkurencja:   | 1. miejsce                                                   | 2. miejsce                                                           | 3. miejsce |
| Gra pojedyncza | Mohd Azlan Iskandar                                          | Aamir Atlas Khan                                                     | Saurav Ghosal Ong Beng Hee                                                                                       |
| Drużynowo      | Aamir Atlas Khan Farhan Mehboob Yasir Butt Danish Atlas Khan | Mohd Azlan Iskandar Ong Beng Hee Mohd Nafiizwan Adnan Yuen Chee Wern | Harinder Pal Sandhu Sandeep Jangra Saurav Ghosal Siddharth Suchde Dick Lau Lee Ho Yin Kwong Yu Shun Au Chun Ming |

| Konkurencja:   | 1. miejsce                                       | 2. miejsce                                   | 3. miejsce |
| Gra pojedyncza | Nicol David                                      | Annie Au                                     | Low Wee Wern Joey Chan                                                                                        |
| Drużynowo      | Nicol David Sharon Wee Delia Arnold Low Wee Wern | Joey Chan Annie Au Rebecca Chiu Liu Tsz Ling | Anaka Alankamony Anwesha Reddy Dipika Pallikal Joshna Chinappa Park Eun-ok Song Sun-mi Kim Ga-hye Kim Jin-hee |

## Klasyfikacja medalowa
| Klasyfikacja medalowa | Klasyfikacja medalowa | Klasyfikacja medalowa | Klasyfikacja medalowa | Klasyfikacja medalowa | Klasyfikacja medalowa |
| --------------------- | --------------------- | --------------------- | --------------------- | --------------------- | --------------------- |
| Miejsce               | Reprezentacja         | Złoto                 | Srebro                | Brąz                  | Razem                 |
| 1.                    | Malezja               | 3                     | 1                     | 2                     | 6                     |
| 2.                    | Pakistan              | 1                     | 1                     | -                     | 2                     |
| 3.                    | Hongkong              | -                     | 2                     | 2                     | 4                     |
| 4.                    | Indie                 | -                     | -                     | 3                     | 3                     |
| 5.                    | Korea Południowa      | -                     | -                     | 1                     | 1                     |